# Operation Compass

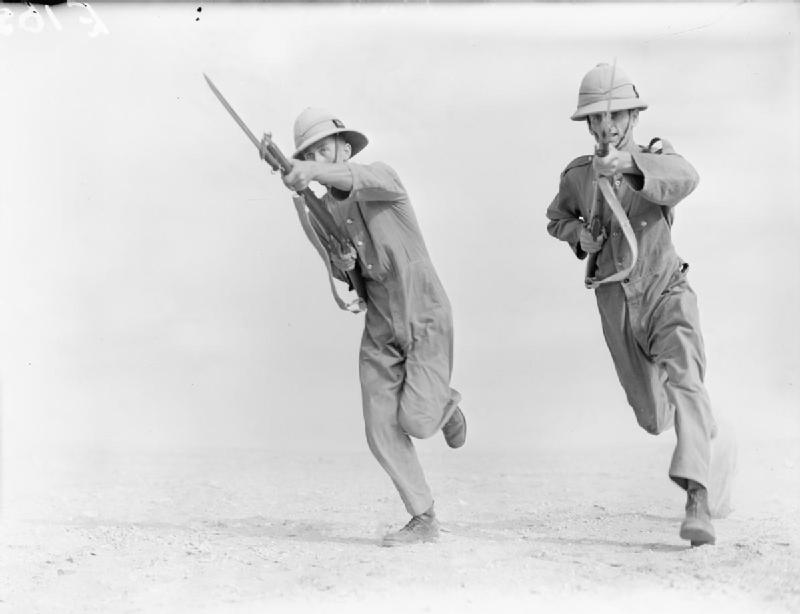
Brittiska soldater i Nordafrika 1940. fältuniformen bestod av overall och tropikhjälm.

Operation Compass var en operation i ökenkriget under andra världskriget utförd av brittiska armén som sattes i verket i början av december 1940. Operationen leddes och planerades av ökenkrigets dåvarande högsta befäl, general O'Connor. Operationen gick ut på att bryta igenom den italienske generalen Graziani's frontlinje som han hade bildat efter en snabb framryckning tidigare år 1940. Denna frontlinje var med facit i hand ett mycket bra beslut. Graziani gjorde halt av just den anledningen att han tyckte att framryckningen gick lättare än väntat och trodde sig gå rakt in i en fälla. Han kunde knappast ha haft mer rätt. Britterna hade nämligen retirerat till fästningen vid Mersa Matruh och förberedde en motattack därifrån med allt sitt pansar. 

## Styrkorna innan slaget
Italienarna hade satt upp ett antal läger från kusten i norr till lägret Sofafi längre söderut. Närmast Sofafi låg ett läger vid namn Nibeiwa. Dessa två läger var ganska långt isär och spaning visade att området mellan lägren var glest befäst. Anledningen till detta var att lägret vid Sofafi respektive Nibeiwa löd under olika befäl och kommunikationen inom italienska armén var ofta rentav dålig vilket skulle visa sig avgörande vid ett antal kritiska tidpunkter under andra världskriget. Därmed blev detta utgångsläget för attacken mot Graziani's styrkor. Styrkan som skulle användas vid operation Compass bestod av 7. pansardivisionen (de s.k. ökenråttorna), 4. indiska brigaden samt en del blandade kompanier. Italienarna hade den 21. kåren i söder och den 23. kåren i norr.

## Slaget
Britterna lyckades med sitt överraskningsmoment. Under natten till den 8 december smög sig den 7. pansardivisionen samt 4. indiska brigaden sig nära den italienska fronten. Sedan splittrade de sig och Indiska brigaden anföll lägret Nibeiwa i ryggen medan 7. pansardivisionen tog sig an Sofafi. Förvirringen i de italienska lägren blev total när de väcktes strax innan gryningen av mullret från brittiska Matilda-pansarvagnar. Vid denna tidpunkt förfogade O'Connor över 57 Matildapansarvagnar. Senare under kriget skulle dessa pansarvagnar anses vara föråldrade och nästan obrukbara eftersom utvecklingen gick så fort på detta stadium. Men i början av kriget var de en "odödlig mördarmaskin", Matildorna kunde stå emot praktiskt taget alla vapen italienarna förfogade över. Inte heller hade italienarna någon liknande pansarvagn bland sina trupper utan endast några få liknande (fast inte lika starka) och sedan en hel del lätta pansarvagnar som mera var bestyckade bilar. Det enda som möjligen kunde orsaka matildorna några problem var minfält, flyganfall och vissa italienska pansarvärnskanoner. Några matildor råkade senare ut för minor, flyganfall var inte aktuellt eftersom det inte förekom någon flygspaning under natten. Alltså återstod endast pansarvärnskanonerna. Men det skulle visa sig att dessa kanoner inte kunde göra mycket, dels på grund av överraskningsmomentet och dels på grund av att matildorna var långt fler på samma ställe än man kunde hantera. Resultatet blev alltså något som kan liknas vid en massaker i lägret Nibeiwa (indiska brigaden hade flest pansarvagnar) och inte mycket bättre gick det för italienarna i Sofafi.

## Efter slaget
Efter det att Operation Compass hade krönts med framgång fortsatte O'Connors styrka norrut. Samtliga italienska styrkor drevs i en flykt som inte upphörde förrän de nått Sidi Barrani, många mil från lägren Sofafi och Nibeiwa. Denna lyckade operation övertygade Hitler om att Mussolinis ord om att han skulle kunna ta sig an Storbritannien var alltför optimistiska. Hitler stod nu inför ett svårt val, om han skulle hjälpa Mussolini i nordafrika eller om han skulle fokusera alla krafterna på Sovjetunionen. Han valde att skapa armén Deutsche Afrika Korps och den 12 februari 1941 skickade han över Erwin Rommel, en av sina bästa generaler, till Tripoli för att leda den tyska motoffensiven.

## Fotnoter
- a 46 jaktflygplan och 116 bombflygplan: två skvadroner Hurricanes, en Gladiators, tre Blenheims, tre Wellingtons och en Bombays.[2]
- b Antalet består av 58 flygplan förlorade i strid, 91 beslagtagna intakta på flygfälten och 1 100 skadade och beslagtagna.[5]